# Luther Evans

Luther Harris Evans, 1958. Arquivo Nacional.

Luther Harris Evans (Texas, Estados Unidos, 13 de outubro de 1902- 23 de dezembro de 1981) foi um cientista político e diretor-geral da UNESCO - Organização das Nações Unidas para a Educação, a Ciência e a Cultura.